# 東京都道318号環状七号線

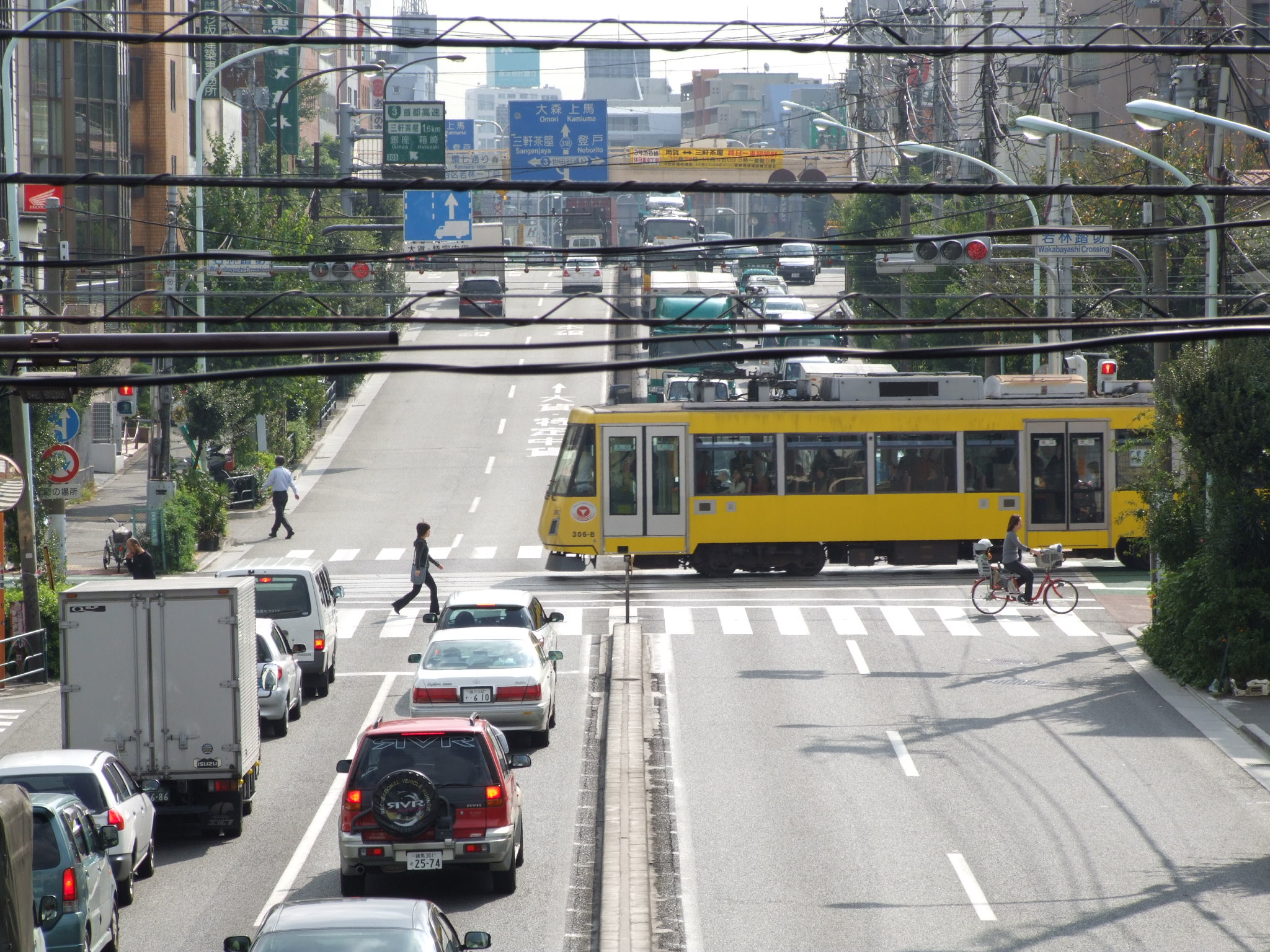
世田谷区若林踏切（環七唯一の踏切・東急世田谷線と交差する）

東京都道318号環状七号線（とうきょうとどう318ごう かんじょうななごうせん）は、東京都大田区平和島を基点に、目黒区、世田谷区、杉並区、練馬区、北区、足立区、葛飾区などを経由して江戸川区臨海町に至る主要地方道（都道）。
路線名は都市計画道路事業名である「東京都市計画道路幹線街路環状第7号線」に由来し、通称は「環七通り（かんななどおり）」。
東京23区の西側を半周する東京都道311号環状八号線（環八通り）は都心から見て本道路より外側を通っているが、23区内を環状に廻る一般道としては本道路が最も外側に位置する。

## 歴史
旧東京市が1927年に策定した「大東京道路網計画」、昭和2年8月1日内務省告示「大東京都市計画道路構図」に建設計画が盛り込まれ、まず西側の区間から片側二車線以上の道路として、ルート上の既存道路の「環状道路」への指定替えや拡幅、および主要区間の建設工事が始められた。1940年には第二京浜国道との交差点として現在の大田区に松原橋立体が供用開始されているが、この松原橋立体は日本で最も古いインターチェンジ型の立体交差でもある。
戦時体制に入って建設計画は凍結されたが、戦後、東京都建設局都市計画課長であった石川栄耀による東京都戦災復興都市計画に取り込まれ、環状3号線のような美観道路としての整備計画が立てられた。しかし東京都知事安井誠一郎の都市計画に対する無知や、GHQの「敗戦国に立派な道路は必要ない」という示唆により計画は実現されぬまま放置されていた。その後、東京都の都市計画責任者に就任した山田正男により美観道路としての計画は破棄され、1964年（昭和39年）の東京オリンピック開催のための「オリンピック道路」としての整備が行われた。東京オリンピックの開会式が開かれる駒沢競技場や、戸田漕艇場と羽田空港とを結ぶ主要道路となることから、その招致活動に合わせて新神谷橋（北区と足立区の境）までの工事が急がれることとなった。この区間は東京オリンピックが開催された1964年までに開通している。
新神谷橋よりも東側に位置する鹿浜橋（足立区）以東の区間については、東京オリンピック後の供用開始となった。1985年1月、残案件となっていた葛飾区青戸八丁目から奥戸陸橋までの区間が供用開始されたことで、当初構想から58年後に全線開通となった（京成本線との立体交差の関係で工期が延びたことによる）。総工費は用地取得費の増大と工事の遅れによりおよそ1兆2,000億円にまで膨れ上がった。

## 道路の特徴

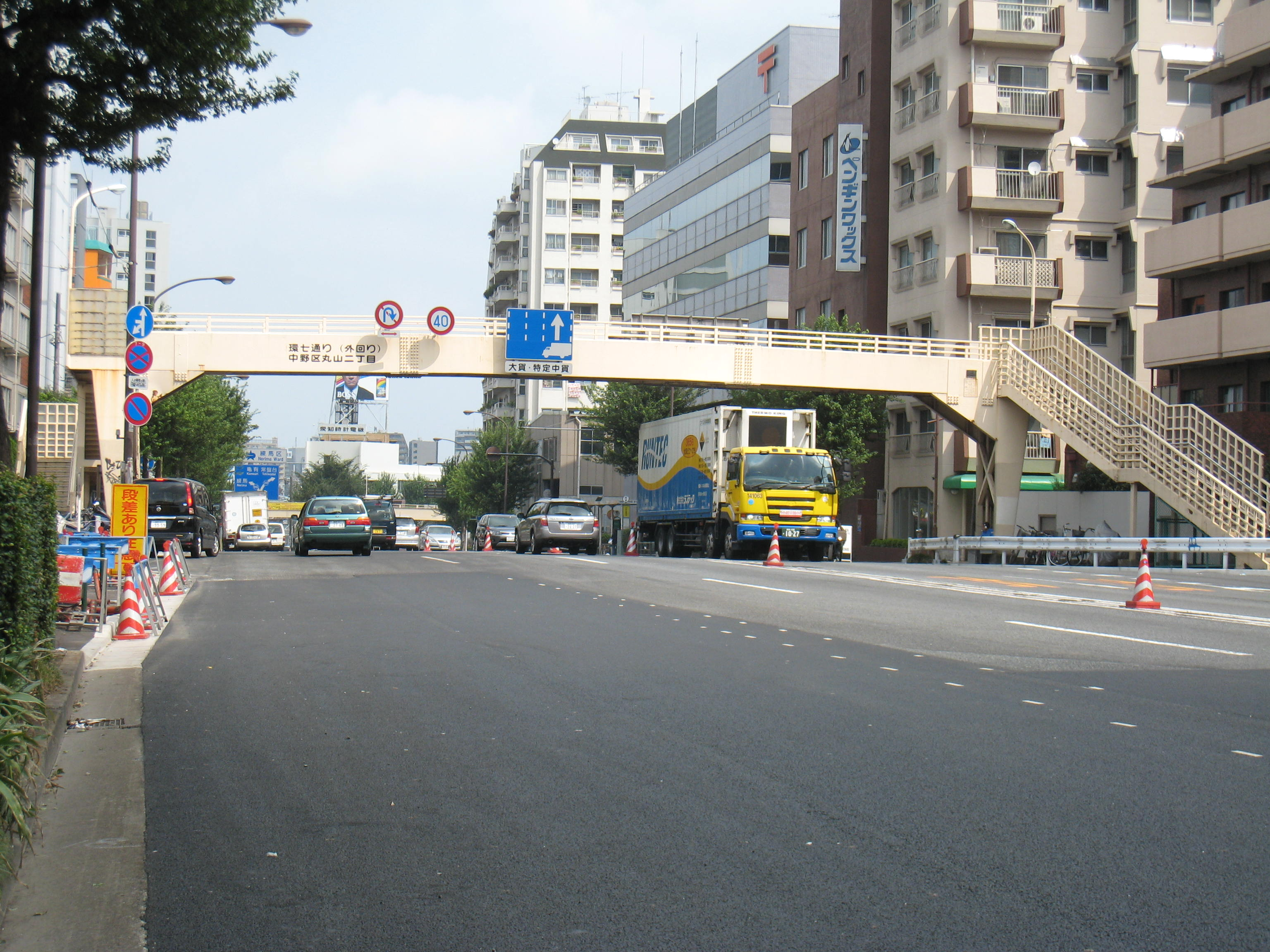
中野区丸山二丁目（40 km/h制限道路・光電管式速度取締り中）

全線片側2車線以上で整備されており、幹線道路や鉄道との交差は立体交差として約30か所整備されている。
夜間や明け方など交通量の少ない時間帯に限ってはスムーズに流れているが、重要幹線道路であるため日中の交通量はトラックを中心に非常に多く、一箇所でも交差点容量が不十分だったり工事による車線規制があったりすると、その地点を先頭に大渋滞となる特徴を持っている（例：大原二丁目、加平二丁目）。また、立体交差の両端、あるいは片側に信号が設置されている例が多く、その地点を先頭として渋滞が発生するケースも多い（例：板橋中央陸橋）。
先行開通した西側区間（足立区新田2-2付近より西側）は、1975年から沿線の住民らの騒音被害を訴える声を受けて、最高速度制限が40km/hに指定され、東側および大森東交差点より海側は開通当時から50km/hに指定されていたが、2011年12月からは全区間50km/hとなっている。
甲州街道との交差点である大原交差点は、東京都の一般道で最も交通量が多い交差点となっている。平日昼間12時間交通量は、2路線合計で約10万台（平成17年度道路交通センサス）。
世田谷区に所在する若林踏切（東急世田谷線）は環七通りで唯一の踏切である(法規上は併用軌道扱いでいずれにせよ環七通り唯一)。通常の踏切とは異なり、電車優先ではなく自動車（道路交通）優先となっており、道路側に警報機や遮断機は存在せず、代わりに交通信号機が設置されており、道路側が赤信号となるまで、電車は踏切前で待機することとなる。
都心で震度5強以上の強い揺れを観測した場合、環七通りの外側から内側への一般車の走行が規制される。大地震発生時の流入規制の項も参照のこと。

## 交通規制

### 土 - 日夜間の大型車通行

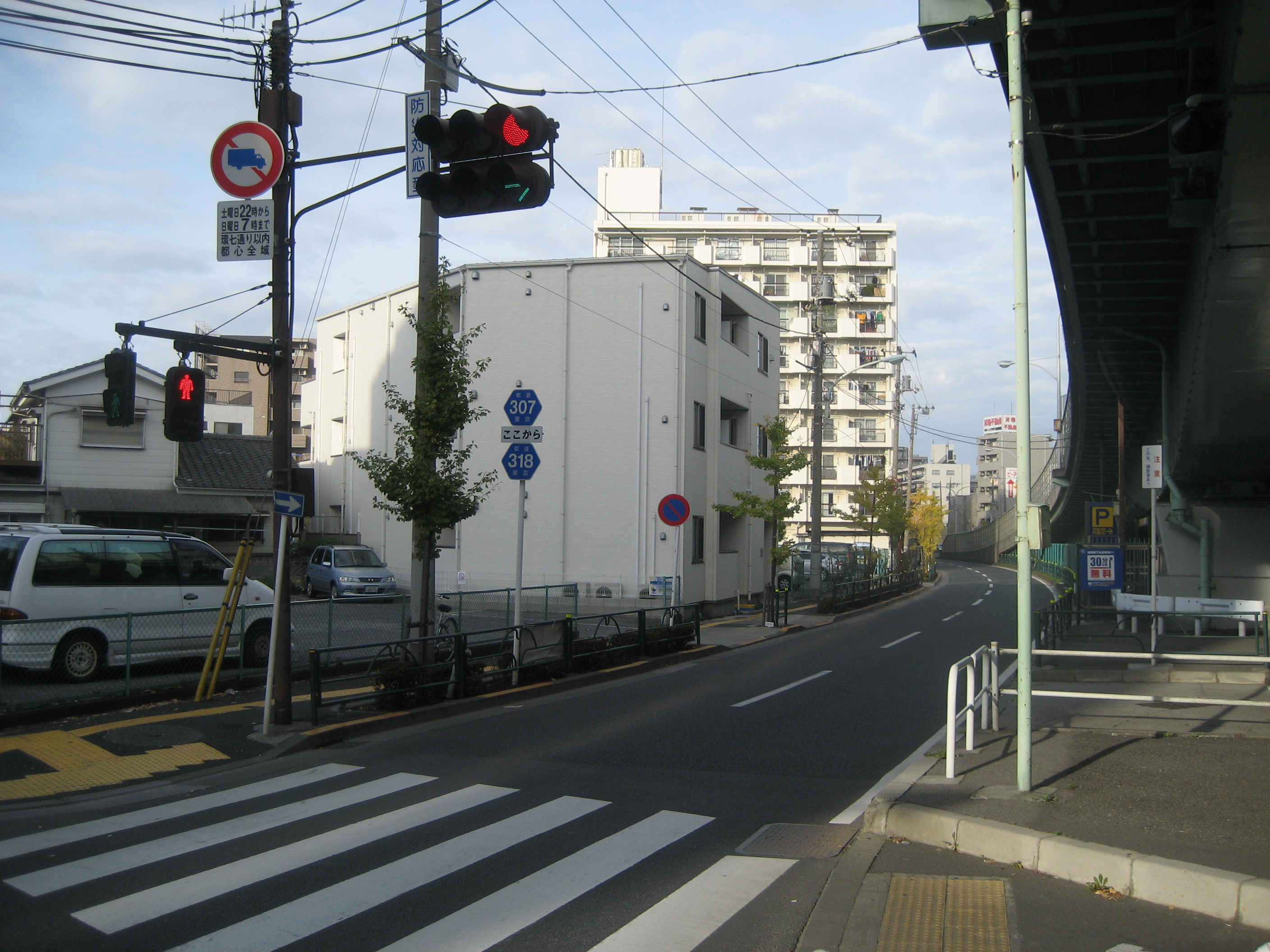
足立区大谷田橋交差点付近（信号柱に時間限定で大型貨物車通行禁止の標識が設置されている。）

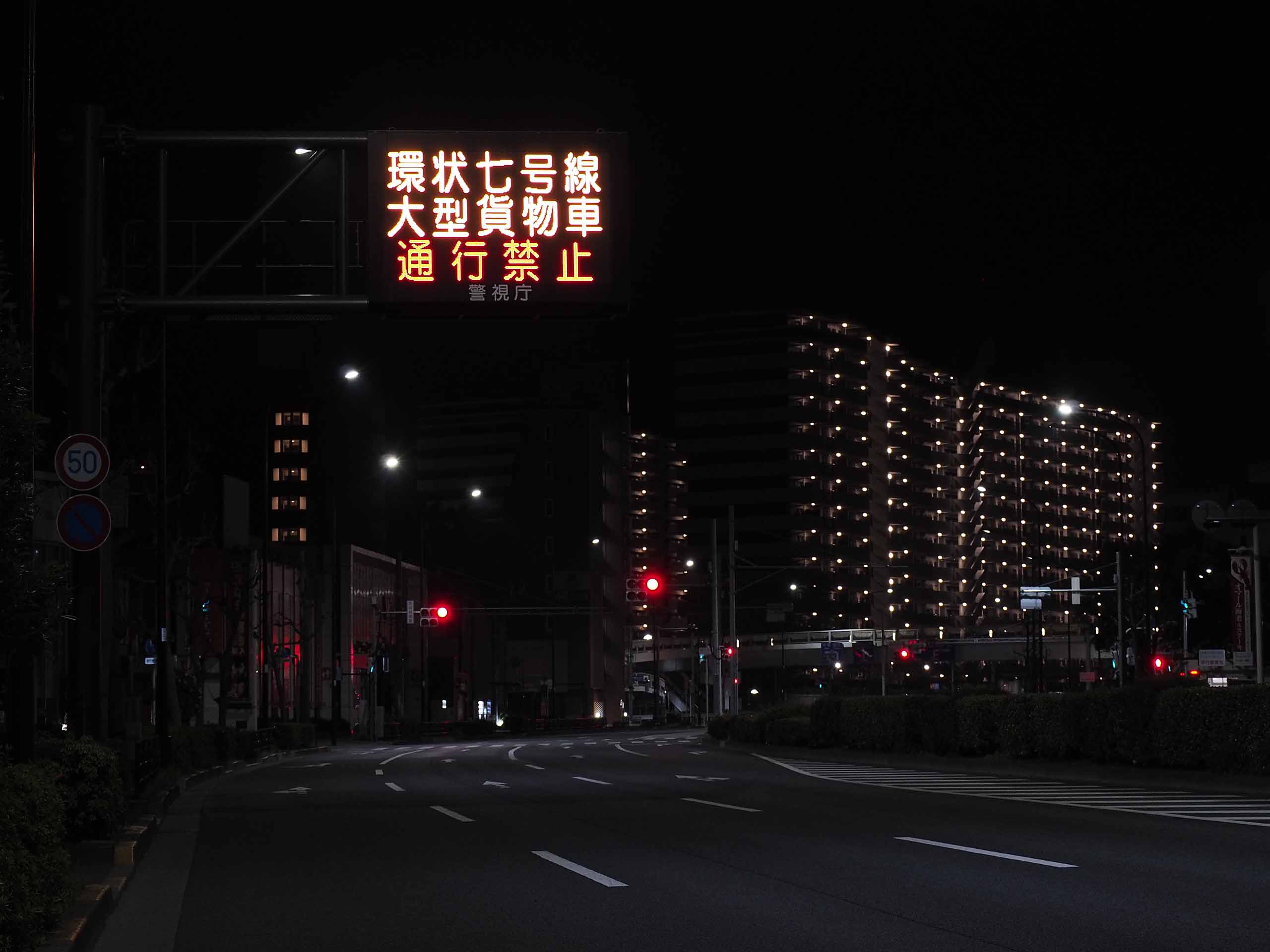
大型貨物車通行禁止のLED表示（江戸川区南葛西）

環七通りの大森東交差点 - 環七大井ふ頭間を除く全線、および環七通り以内都心全域の道路は、土曜日22時から日曜日7時まで首都高速道路・湾岸道路を利用しての単なる通過や許可車を除いて特定中型貨物車および大型貨物車（1・8ナンバーのトラック。バンには存在しない）の通行が禁止されている。

### 大地震発生時の流入規制
環七通りの大部分の交差点には「防災対応型」の表示板が設置されている防災型信号機が設置されており、大震災（震度6弱以上）発生時の第一次交通規制に合わせ、環七通りやその外側の道路から内部方面（都心方向）への通行ができなくなるような信号表示がなされる。

## 神田川・環状七号線地下調節池
杉並区・中野区の地下には、大雨の際に神田川から取水し雨水を貯めておく地下調整池がある。

## 支線
杉並区内には支線が存在する
- 補助227号線（高南通り）
  - 五日市街道入口交差点「青梅街道（東京都道4号東京所沢線・東京都道5号新宿青梅線）交点、五日市街道（東京都道7号杉並あきる野線）起点」- 高円寺南4丁目交差点
- 補助221号線（芸術会館通り）
  - 高円寺駅入口交差点「本線交点」 - 高円寺駅北口ロータリー入口　※ロータリー内は都道に指定されてない

## 概要
- 本線（Google マップ）
  - 起点:東京都大田区東海1丁目
  - 終点:東京都江戸川区臨海町4丁目
  - 総延長：約 52.5 km

### 重複区間
- 東京都道107号東京川口線
  - 足立区鹿浜「都市農業公園南」交差点 -  同区鹿浜「鹿浜」交差点
- 東京都道501号王子金町市川線
  - 足立区西新井「西新井一丁目」交差点 - 同区大谷田「大谷田橋」交差点

## 地理

### 通過する自治体
- 東京都
  - 大田区 - 目黒区 - 世田谷区 - 杉並区 - 中野区 - 練馬区 - 板橋区 - 北区 - 足立区 - 葛飾区 - 江戸川区

### 交差している道路
| 交差する道路                                                  | 交差する道路                                                  | 交差点名       | 交差点名 |
| ------------------------------------------------------------- | ------------------------------------------------------------- | -------------- | -------- |
| 東京都道316号日本橋芝浦大森線支線 八潮・東品川方面            |                                                               |                |          |
| 国道357号（東京湾岸道路）                                     | 国道357号（東京湾岸道路）                                     | 環七大井ふ頭   | 大田区   |
| 東京都道316号日本橋芝浦大森線（海岸通り）                     | 東京都道316号日本橋芝浦大森線（海岸通り）                     | 中之島橋       | 大田区   |
| 国道15号（第一京浜）                                          | 国道15号（第一京浜）                                          | 大森東         | 大田区   |
| 補助27号線（沢田通り）                                        | 補助27号線（東京都道11号大田調布線支線、東邦医大通り）        | 沢田           | 大田区   |
| 東京都道421号東品川下丸子線（池上通り）                       | 東京都道421号東品川下丸子線（池上通り）                       | 春日橋         | 大田区   |
| 国道1号（第二京浜）                                           | 国道1号（第二京浜）                                           | 松原橋         | 大田区   |
| 東京都道2号東京丸子横浜線（中原街道）                         | 東京都道2号東京丸子横浜線（中原街道）                         | 南千束         | 大田区   |
| 東京都道312号白金台町等々力線（目黒通り）                     | 東京都道312号白金台町等々力線（目黒通り）                     | 柿の木坂陸橋   | 目黒区   |
| 東京都道416号古川橋二子玉川線（駒沢通り）                     | 東京都道416号古川橋二子玉川線（駒沢通り）                     | 駒沢陸橋       | 世田谷区 |
| 国道246号（玉川通り）                                         | 国道246号（玉川通り）                                         | 上馬           | 世田谷区 |
| 東京都道3号世田谷町田線（世田谷通り）                         | 東京都道3号世田谷町田線（世田谷通り）                         | 若林           | 世田谷区 |
| 東京都道423号渋谷経堂線（淡島通り）                           | 東京都道423号渋谷経堂線（淡島通り）                           | 若林陸橋       | 世田谷区 |
| 東京都道413号赤坂杉並線（井ノ頭通り）                         | 東京都道413号赤坂杉並線（井ノ頭通り）                         | 大原2丁目      | 世田谷区 |
| 国道20号（甲州街道）                                          | 国道20号（甲州街道）                                          | 大原           | 世田谷区 |
| 東京都道431号角筈和泉町線（水道道路）                         | 東京都道431号角筈和泉町線（水道道路）                         | 泉南           | 杉並区   |
| 東京都道14号新宿国立線（方南通り）                            | 東京都道14号新宿国立線（方南通り）                            | 方南町         | 杉並区   |
| 東京都道4号東京所沢線・東京都道5号新宿青梅線（青梅街道）      | 東京都道4号東京所沢線・東京都道5号新宿青梅線（青梅街道）      | 高円寺陸橋下   | 杉並区   |
|                                                               | 東京都道433号神楽坂高円寺線（大久保通り）                     | 大久保通り入口 | 杉並区   |
| 支線（芸術会館通り）                                          |                                                               | 高円寺駅入口   | 杉並区   |
| 東京都道25号飯田橋石神井新座線（早稲田通り）                  | 東京都道25号飯田橋石神井新座線（早稲田通り）                  | 大和陸橋       | 中野区   |
| 東京都道440号落合井草線（新青梅街道）                         | 東京都道440号落合井草線（新青梅街道）                         | 丸山陸橋       | 中野区   |
| 東京都道442号北町豊玉線（豊玉庚申通り）                       | 東京都道442号北町豊玉線（豊玉庚申通り）                       |                | 練馬区   |
| 東京都道8号千代田練馬田無線（目白通り）                       | 東京都道8号千代田練馬田無線（目白通り）                       | 豊玉陸橋       | 練馬区   |
| 東京都道439号椎名町上石神井線（千川通り）                     | 東京都道439号椎名町上石神井線（千川通り）                     | 桜台陸橋       | 練馬区   |
| 東京都道441号池袋谷原線（要町通り）                           | 東京都道441号池袋谷原線（要町通り）                           | 武蔵野病院前   | 板橋区   |
| 国道254号（川越街道）                                         | 国道254号（川越街道）                                         | 板橋中央陸橋   | 板橋区   |
| 国道17号（中山道）                                            | 国道17号（中山道）                                            | 大和町陸橋     | 板橋区   |
| 東京都道455号本郷赤羽線                                       | 東京都道455号本郷赤羽線                                       | 姥ヶ橋         | 北区     |
| 東京都道460号中十条赤羽線                                     | 東京都道460号中十条赤羽線                                     | 馬坂           | 北区     |
| 国道122号（北本通り）                                         | 国道122号（北本通り）                                         | 宮堀           | 北区     |
| 東京都道449号新荒川堤防線                                     | 東京都道449号新荒川堤防線                                     |                | 足立区   |
| 首都高速川口線                                                | 首都高速川口線                                                | 鹿浜橋出入口   | 足立区   |
|                                                               | 東京都道107号東京川口線                                       | 都市農業公園南 | 足立区   |
| 東京都道107号東京川口線・東京都道239号足立川口線              |                                                               | 鹿浜           | 足立区   |
| 東京都道106号東京鳩ヶ谷線（鳩ヶ谷街道）                       | 東京都道106号東京鳩ヶ谷線（鳩ヶ谷街道）                       | 椿1丁目        | 足立区   |
| 東京都道58号台東川口線（尾久橋通り）                          | 東京都道58号台東川口線（尾久橋通り）                          | 江北陸橋下     | 足立区   |
|                                                               | 東京都道501号王子金町市川線（江北バス通り）                   | 西新井1丁目    | 足立区   |
| 東京都道461号吾妻橋伊興町線（尾竹橋通り）                     | 東京都道461号吾妻橋伊興町線（尾竹橋通り）                     | 満願寺前       | 足立区   |
| 東京都道103号吉場安行東京線（旧日光街道）                     | （旧日光街道）                                                | 島根           | 足立区   |
| 国道4号（日光街道）                                           | 国道4号（日光街道）                                           | 梅島陸橋       | 足立区   |
| 東京都道102号平方東京線 ※整備中                               |                                                               |                | 足立区   |
| 首都高速6号三郷線                                             | 首都高速6号三郷線                                             | 加平出入口     | 足立区   |
|                                                               | 東京都道314号言問大谷田線（川の手通り）                       | 綾瀬警察署前   | 足立区   |
| 東京都道501号王子金町市川線                                   | 東京都道501号王子金町市川線                                   | 大谷田橋       | 足立区   |
| 東京都道467号千住新宿町線（江北橋通り）                       | 東京都道467号千住新宿町線（江北橋通り）                       | 亀有2丁目      | 葛飾区   |
| 国道6号（水戸街道）                                           | 国道6号（水戸街道）                                           | 青戸8丁目      | 葛飾区   |
| 東京都道60号市川四ツ木線（奥戸街道）                          | 東京都道60号市川四ツ木線（奥戸街道）                          | 奥戸陸橋下     | 葛飾区   |
| 東京都道315号御徒町小岩線（蔵前橋通り）                       | 東京都道315号御徒町小岩線（蔵前橋通り）                       | 総武陸橋下     | 江戸川区 |
| 国道14号（千葉街道）                                          | 国道14号（千葉街道）                                          | 鹿本中学校前   | 江戸川区 |
| 国道14号（京葉道路）                                          | 国道14号（京葉道路）                                          | 一之江1丁目    | 江戸川区 |
| 首都高速7号小松川線                                           | 首都高速7号小松川線                                           | 一之江出入口   | 江戸川区 |
| 東京都道50号東京市川線（新大橋通り）                          | 東京都道50号東京市川線（新大橋通り）                          | 葛西工業高校前 | 江戸川区 |
| 東京都道10号東京浦安線（葛西橋通り）                          | 東京都道10号東京浦安線（葛西橋通り）                          | 長島町         | 江戸川区 |
| 放射16号線（東京都道450号新荒川葛西堤防線支線、清砂大橋通り） | 放射16号線（東京都道450号新荒川葛西堤防線支線、清砂大橋通り） | 中葛西7丁目    | 江戸川区 |
| 東京都道450号新荒川葛西堤防線                                 | 東京都道450号新荒川葛西堤防線                                 | 堀江団地       | 江戸川区 |
| 国道357号（東京湾岸道路）                                     | 国道357号（東京湾岸道路）                                     | 臨海公園前     | 江戸川区 |
| 首都高速湾岸線                                                | 首都高速湾岸線                                                | 葛西出入口     | 江戸川区 |

### 交差している鉄道路線と駅
- 東京モノレール羽田空港線 - 流通センター駅
- 京急本線 - 平和島駅
- JR東日本 東海道本線 （東海道線・京浜東北線） - 大森駅・蒲田駅間
- JR品鶴線（横須賀線） - 西大井駅・武蔵小杉駅間
- JR東海 東海道新幹線 - 品川駅・新横浜駅間
- 都営地下鉄浅草線 - 馬込駅
- 東急池上線 - 長原駅
- 東急大井町線 - 旗の台駅・北千束駅間
- 東急目黒線 - 洗足駅
- 東急東横線 - 学芸大学駅・都立大学駅間
- 東急田園都市線 - 三軒茶屋駅・駒沢大学駅間
- 東急世田谷線 - 若林駅 （平面交差）
- 小田急小田原線 - 世田谷代田駅
- 京王井の頭線 - 新代田駅
- 京王線 - 代田橋駅
- 東京メトロ丸ノ内線（支線） - 方南町駅
- 東京メトロ丸ノ内線（本線） - 東高円寺駅・新高円寺駅間
- JR中央本線（中央線・総武線） - 中野駅・高円寺駅間
- 西武新宿線 - 野方駅
- 都営地下鉄大江戸線 - 新江古田駅・練馬駅間
- 西武池袋線 - 江古田駅・桜台駅間
- 西武有楽町線 - 新桜台駅
- 東京メトロ有楽町線・副都心線 - 小竹向原駅・氷川台駅間
- 東武東上本線 - 中板橋駅・ときわ台駅間
- 都営地下鉄三田線 - 板橋本町駅
- JR赤羽線（埼京線） - 十条駅・赤羽駅間
- JR東北本線（湘南新宿ライン・宇都宮線・京浜東北線） - 東十条駅・赤羽駅間
- JR東北新幹線 - 上野駅・大宮駅間
- 東京メトロ南北線 - 王子神谷駅・志茂駅間
- 東京都交通局日暮里・舎人ライナー - 江北駅・西新井大師西駅間
- 東武伊勢崎線（東武スカイツリーライン）・東武大師線 - 西新井駅[注釈 3]
- 首都圏新都市鉄道つくばエクスプレス - 青井駅・六町駅間
- 東京メトロ千代田線 - 北綾瀬駅
- JR常磐線（各駅停車・快速） - 亀有駅
- 京成本線 - 青砥駅・京成高砂駅間
- JR総武本線（各駅停車・快速） - 新小岩駅・小岩駅間[注釈 4]
- 都営地下鉄新宿線 - 一之江駅
- 東京メトロ東西線 - 葛西駅
- JR京葉線 - 葛西臨海公園駅

## ギャラリー

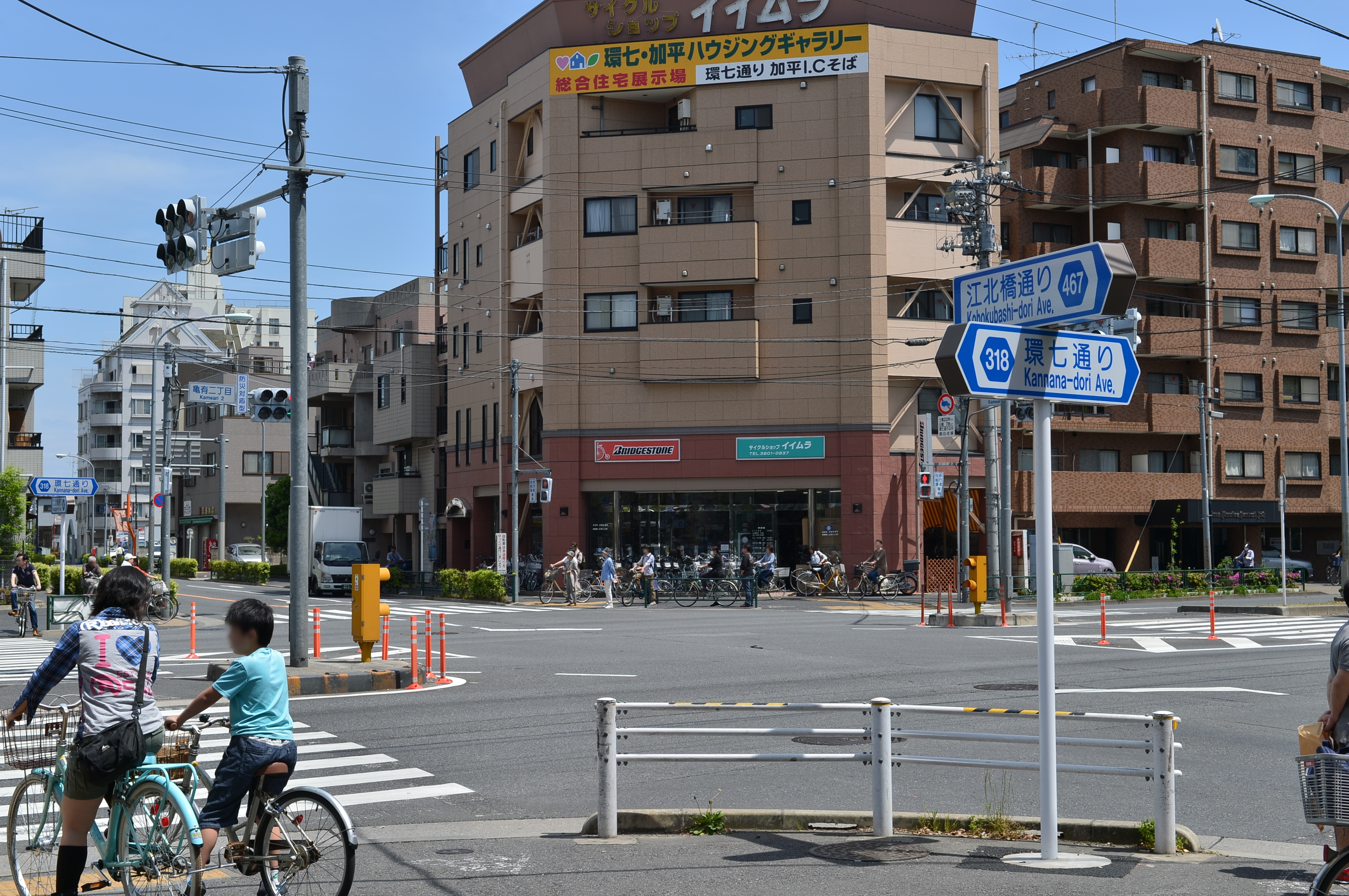
亀有二丁目交差点 （葛飾区亀有・2015年5月）
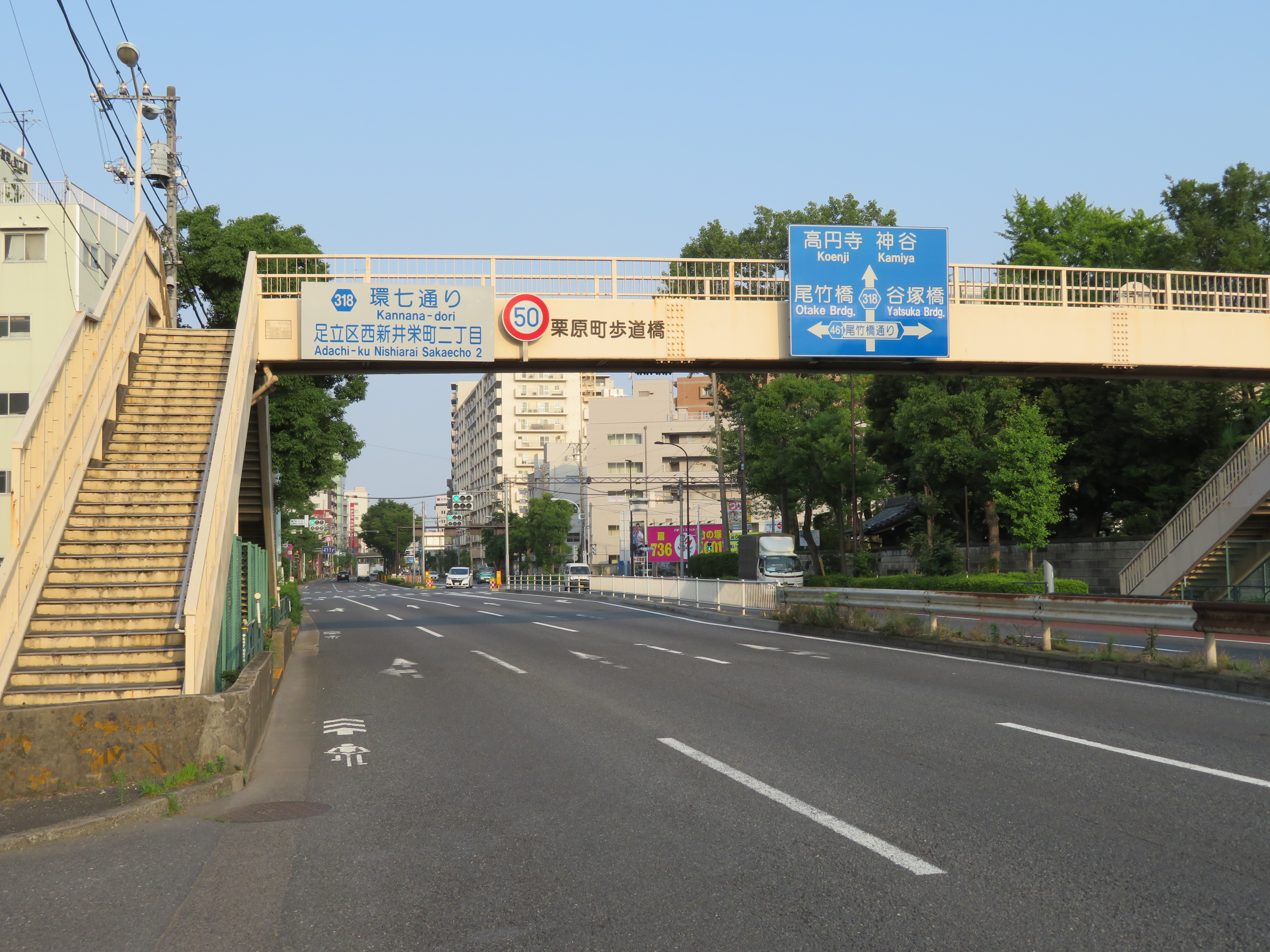
足立区西新井栄町二丁目付近
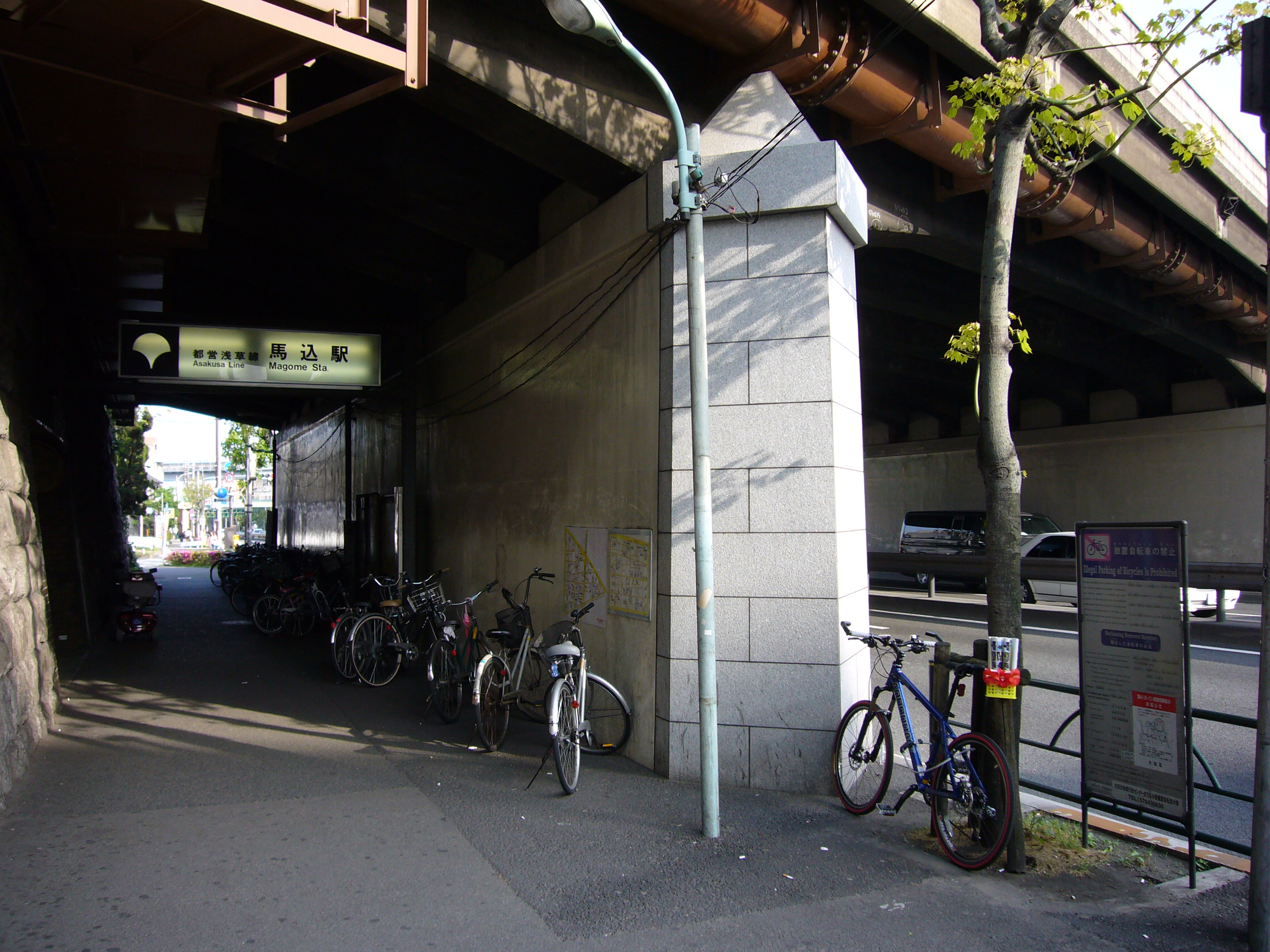
都営地下鉄馬込駅と環七通り（上は第二京浜）
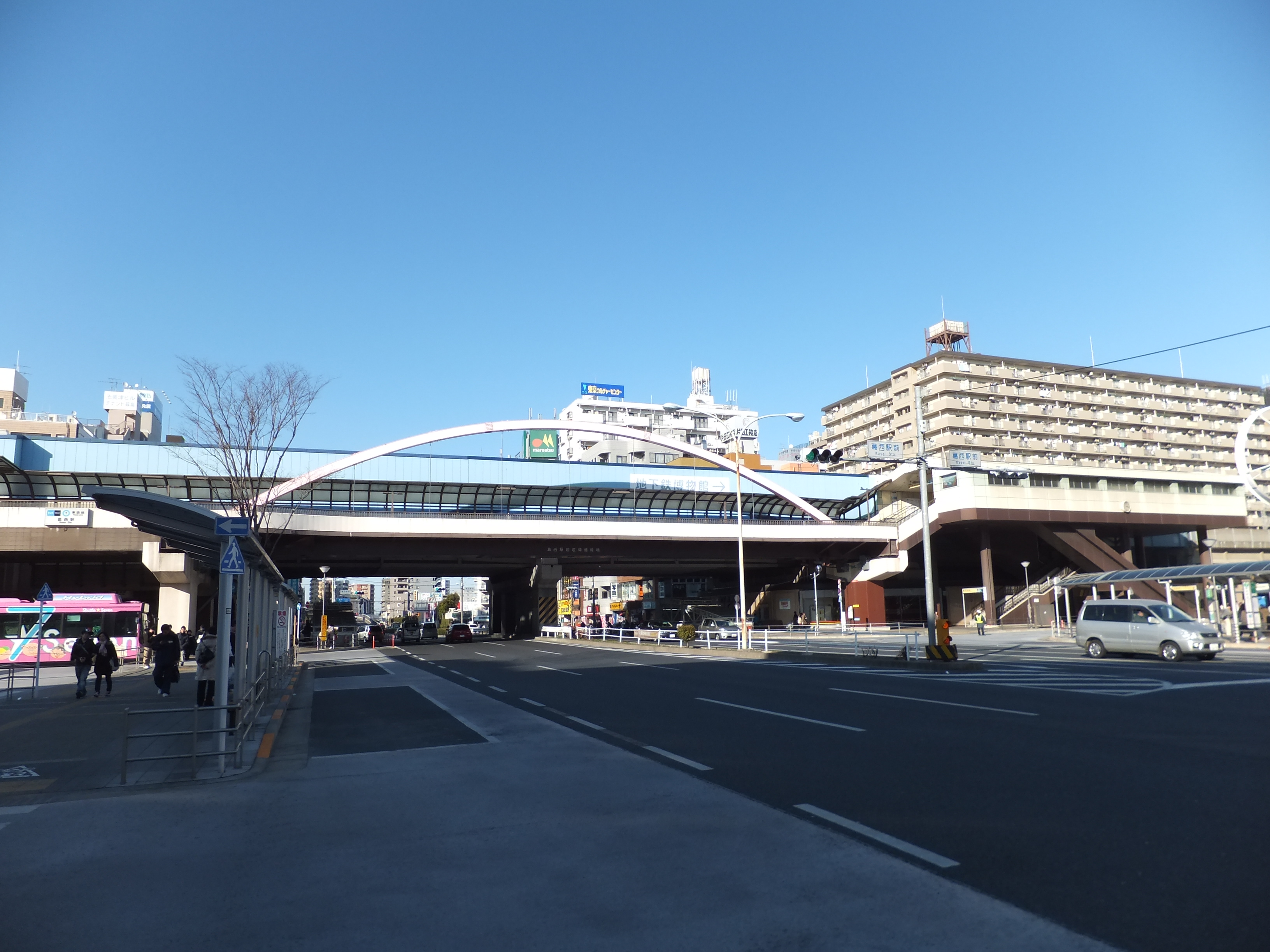
東京メトロ葛西駅と環七通り
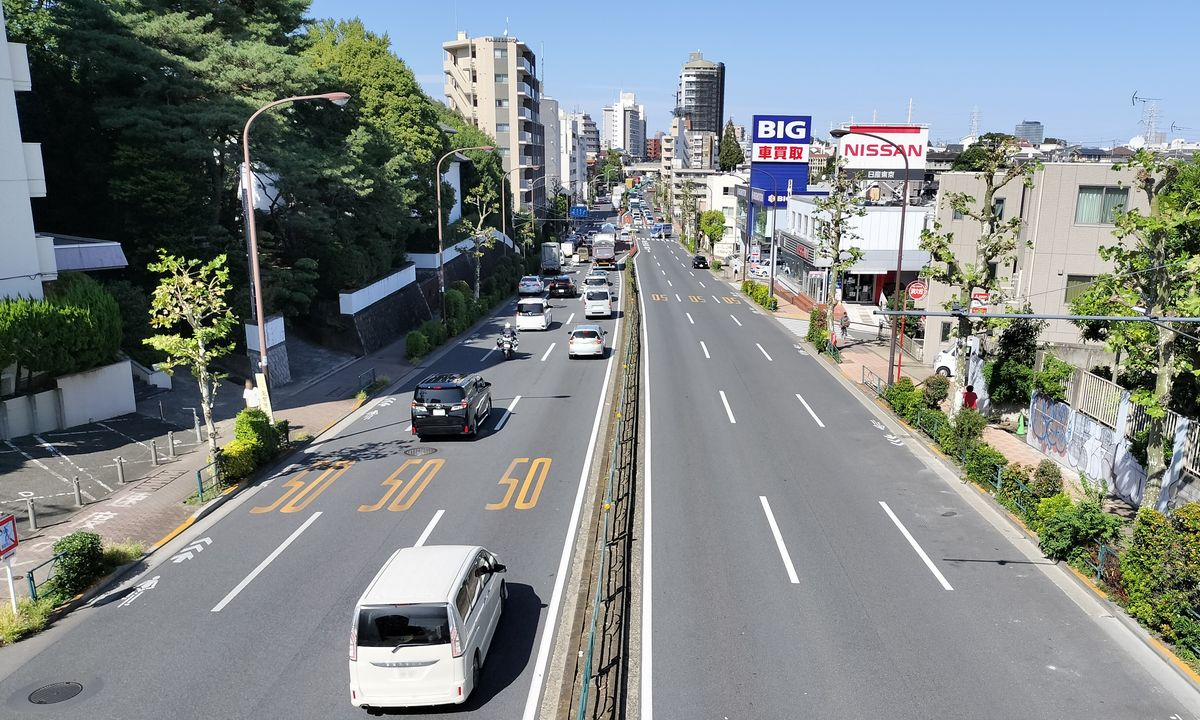
宮前橋交差点付近（世田谷区代田・2023年）